# Angeja
Angeja est une paroisse (en portugais : freguesia) de la municipalité (en portugais : concelho ou município) de Albergaria-a-Velha, située dans le district d'Aveiro et la région Centre.

## Géographie
La paroisse est baignée par la Vouga, qui passe à l'ouest du village d'Angeja.

## Démographie
Lors du recensement de 2021, Angeja compte 1 875 habitants.